# Nordeste (Quénia)

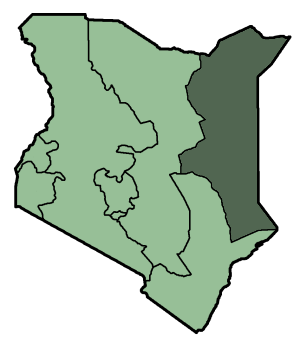
Localização da Província do Nordeste no Quénia

A Província do Nordeste (Mkoa wa Kaskazini-Mashariki, em suaíli) é uma província do Quénia. Sua capital é Garissa. É, e historicamente tem sido, habitada principalmente por somalis.

## Administração
A Província do Nordeste está dividida em quatro distritos (wilaya):
| Distrito | Capital |
| -------- | ------- |
| Garissa  | Garissa |
| Ijara    | Ijara   |
| Mandera  | Mandera |
| Wajir    | Wajir   |